# Ozon
 Denne artikel omhandler luftarten ozon. For den moldoviske musikgruppe, se O-Zone.
Ozon er en luftart (O3) i stratosfæren, der beskytter mod ultraviolet stråling. Industrielt bruges ozon som en kraftig oxidator. Ozon er kemisk ustabilt, og tilstedeværelsen af selv forsvindende mængder af "fremmedstoffer" gør det yderst eksplosionsfarligt. Af den grund bruges ozon ikke som iltningsmiddel i raketters motorsystemer, til trods for at ozon er mere kompakt end en tilsvarende mængde "normal", molekylær ilt (O2).
Ozon kan dannes ved en spontan reaktion mellem svovlilte (SO2) og forskellige kvælstofilter (NOx). Da disse luftarter oftest findes, hvor man har røg fra kraftværker, fabriksskorstene m.m. i blanding med udstødningsgas fra biler, vil der dannes ozon i tæt trafikerede områder af vore byer. Ozonens ustabilitet fører til, at der dannes frie iltatomer (O), som er yderst aggressive over for levende væv. Det kan f.eks. ses af de talrige ozonskader på bytræer og -buske (skaden ligner "blancherede" pletter). På den måde kan ozonskader bruges som indikator for, at der er svovlilte og kvælstofilte i luften.
I laboratoriet kan ozon producers ved elektrolyse, af 3 molær svovlsyre som elektrolyt, med en katode af grafit og en anode af platintråd. 

Reaktionen der sker, ser således ud:

3 H2O → O3 + 6 H+ + 6 e− ΔEo = − 1.53 V 

6 H+ + 6 e− → 3 H2 ΔEo = 0 V 

2 H2O → O2 + 4 H+ + 4 e− ΔEo = −1. 23 V

Ozons ætsende virkning på levende væv har tidligere været udnyttet lægeligt ved, at man lagde tuberkulosesanatorier i tætte nåleskove. Der dannes nemlig en smule ozon, hvor der vokser nåletræer, og ved indånding fik man dræbt tuberkulosebakterierne dybt nede i patienternes lunger.
Ozon er en aggressiv oxidant, og i større mængder vil den mærkbart angribe slimhinder (f.eks. lunger).

## Eksterne links
- The Ozone Hole
- What is ozone?